# Gargoyle Ridge
Der Gargoyle Ridge ist ein hoher und felsiger Gebirgskamm in der antarktischen Ross Dependency. In den Churchill Mountains bildet er das südliche Ende der Cobham Range.
Die Mannschaft einer von 1964 bis 1965 dauernden Kampagne im Rahmen der New Zealand Geological Survey Antarctic Expedition benannte ihn so, weil durch Winderosion entstandene Felssäulen auf der Gipfelkrone an Wasserspeier (englisch gargoyle) erinnern.